# Aubervilliers
Aubervilliers is een gemeente in het Franse departement Seine-Saint-Denis in de regio Île-de-France. De gemeente telde op 1 januari 2022 89.489 inwoners, die Albertivillarien(ne)s worden genoemd. De plaats maakt deel uit van het arrondissement Saint-Denis.

## Geschiedenis
De Notre-Dame-des-Vertus-kerk werd gebouwd in de 12e eeuw op de plaats van een oudere kapel gewijd aan de heilige Christoffel. Aan een Mariabeeld in de kerk werden wonderen toegeschreven. Zo zou het beeld in 1336 geweend hebben en deze tranen maakten een einde aan een droogte die de plaatselijke landbouwers teisterde. De Notre-Dame-des-Vertus werd een bedevaartsoord dat begunstigd werd door verschillende Franse koningen. Dankzij de steun van Lodewijk XIII kreeg de kerk in 1628 een nieuwe, barokke gevel. Tijdens de Franse Revolutie werd het interieur van de kerk vernield en werd het Mariabeeld verbrand. 
In 1821 werd het Canal Saint-Denis in gebruik genomen. Het kanaal moest zorgen voor de watervoorziening van Parijs, maar diende ook voor het vervoer van goederen. In de loop van de 19e eeuw kwam er industrie in Aubervilliers, zoals de luciferfabriek Compagnie générale des allumettes chimiques die in gebruik was tussen 1867 en 1962.
Tussen 1843 en 1846 werd het Fort van Aubervilliers gebouwd. Het vijfhoekig fort met vijf bastions maakte deel uit van de verdedigingsgordel rond Parijs. Tijdens het Beleg van Parijs (1871-1871) was het fort in handen van het Pruisisch leger.
In de 20e eeuw kende de gemeente een sterke bevolkingsgroei. Aubervilliers verstedelijkte in snel tempo, te beginnen met het centrum en de wijken Villette en Monfort. Na de Tweede Wereldoorlog kwam er ook hoogbouw, zoals de Cité République (ook Cité Lénine genoemd) uit 1970.

## Geografie
Aubervilliers grenst in het zuiden aan de stad Parijs. De oppervlakte van Aubervilliers bedroeg op 1 januari 2022 5,76 vierkante kilometer; de bevolkingsdichtheid was toen 15.536,3 inwoners per km². In 1851 werd de gemeente uitgebreid met een deel van buurgemeente Pantin.
De onderstaande kaart toont de ligging van Aubervilliers met de belangrijkste infrastructuur en aangrenzende gemeenten.

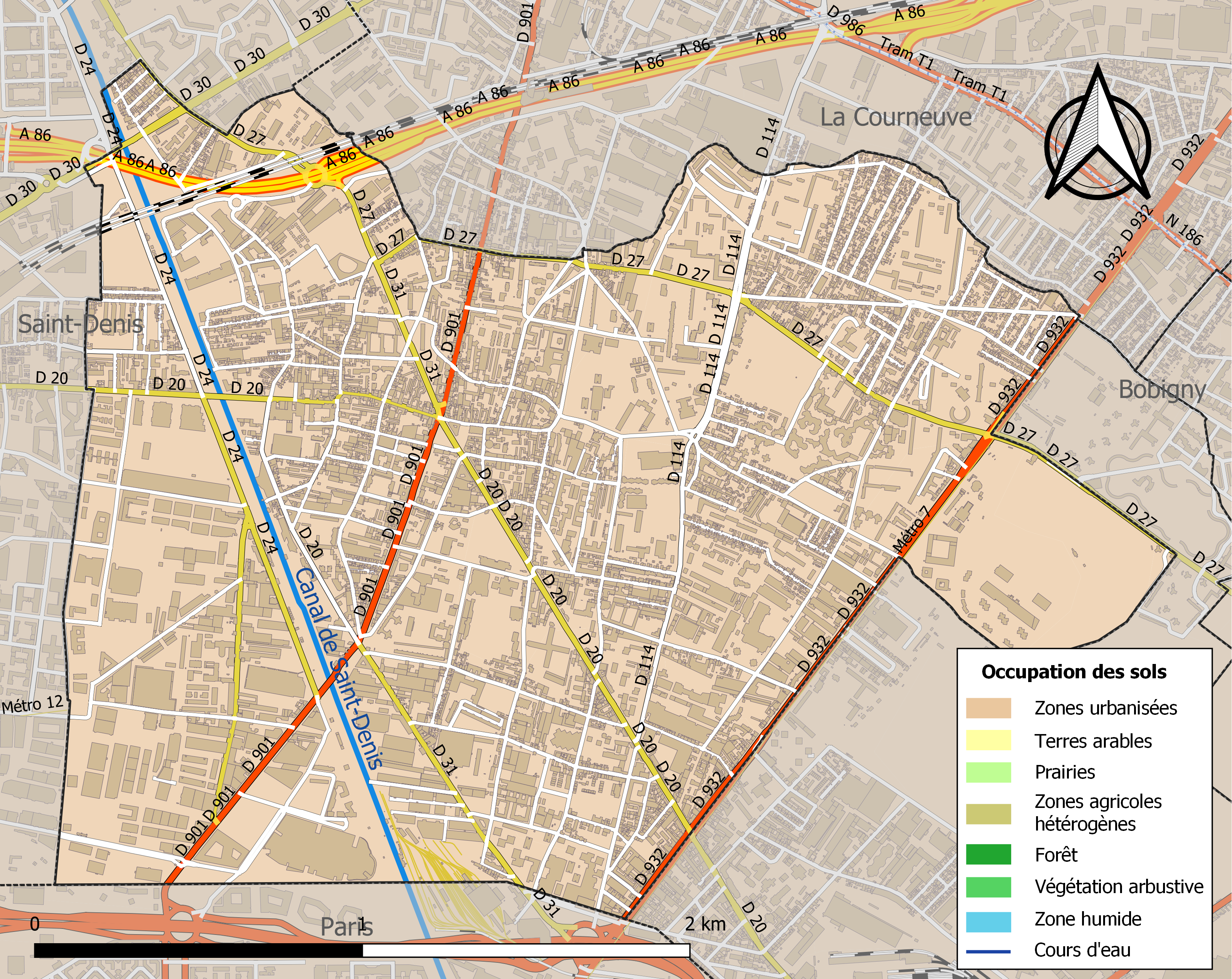

## Demografie
In 2013 bezat 37% van de inwoners van Aubervilliers niet de Franse nationaliteit. Nog eens 14% had de Franse nationaliteit verworven. De grootste groepen buitenlanders waren de Algerijnen (5,6%), de Marokkanen (3%) en de Tunesiërs (2.8%).
Onderstaande figuur toont het verloop van het inwonertal (bron: INSEE-tellingen).

## Verkeer en vervoer
De autosnelweg A86 loopt door de gemeente.
In Aubervilliers liggen volgende stations van de metro van Parijs:
- Aimé Césaire
- Fort d'Aubervilliers
- Front Populaire
- Mairie d'Aubervilliers

## Afbeeldingen

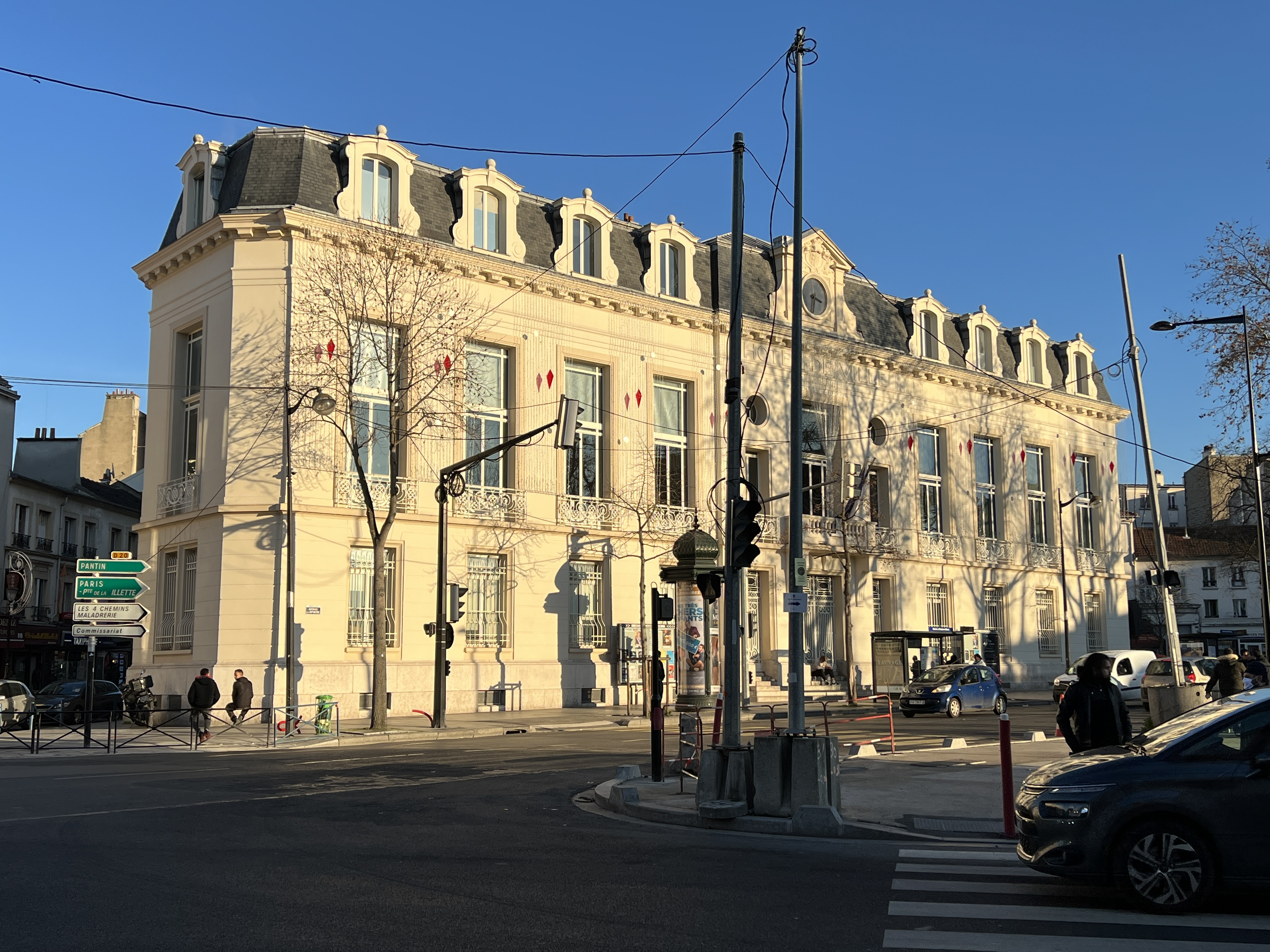
Gemeentehuis
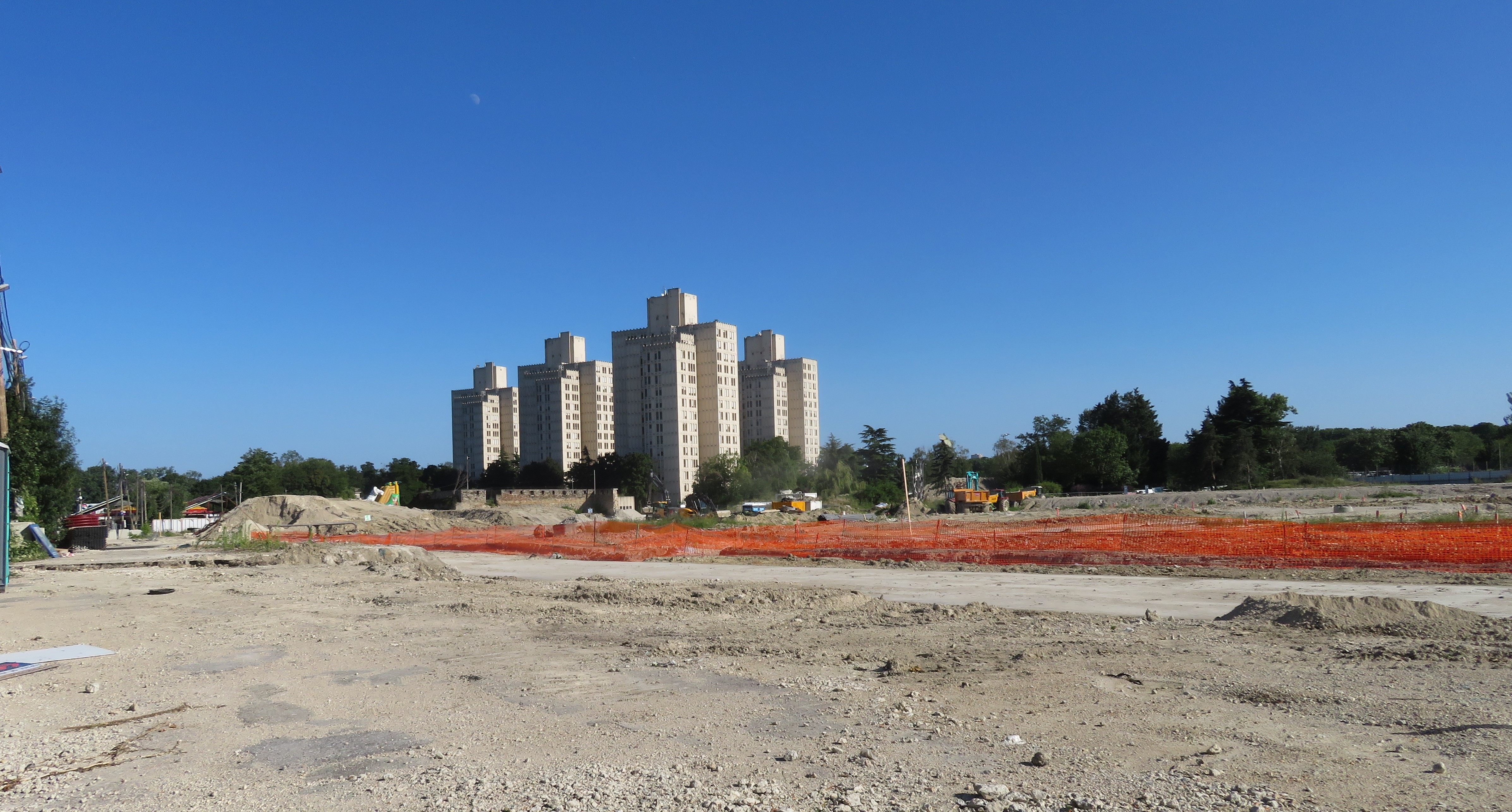
Bouw van een nieuwe wijk op de plaats van het vroegere fort
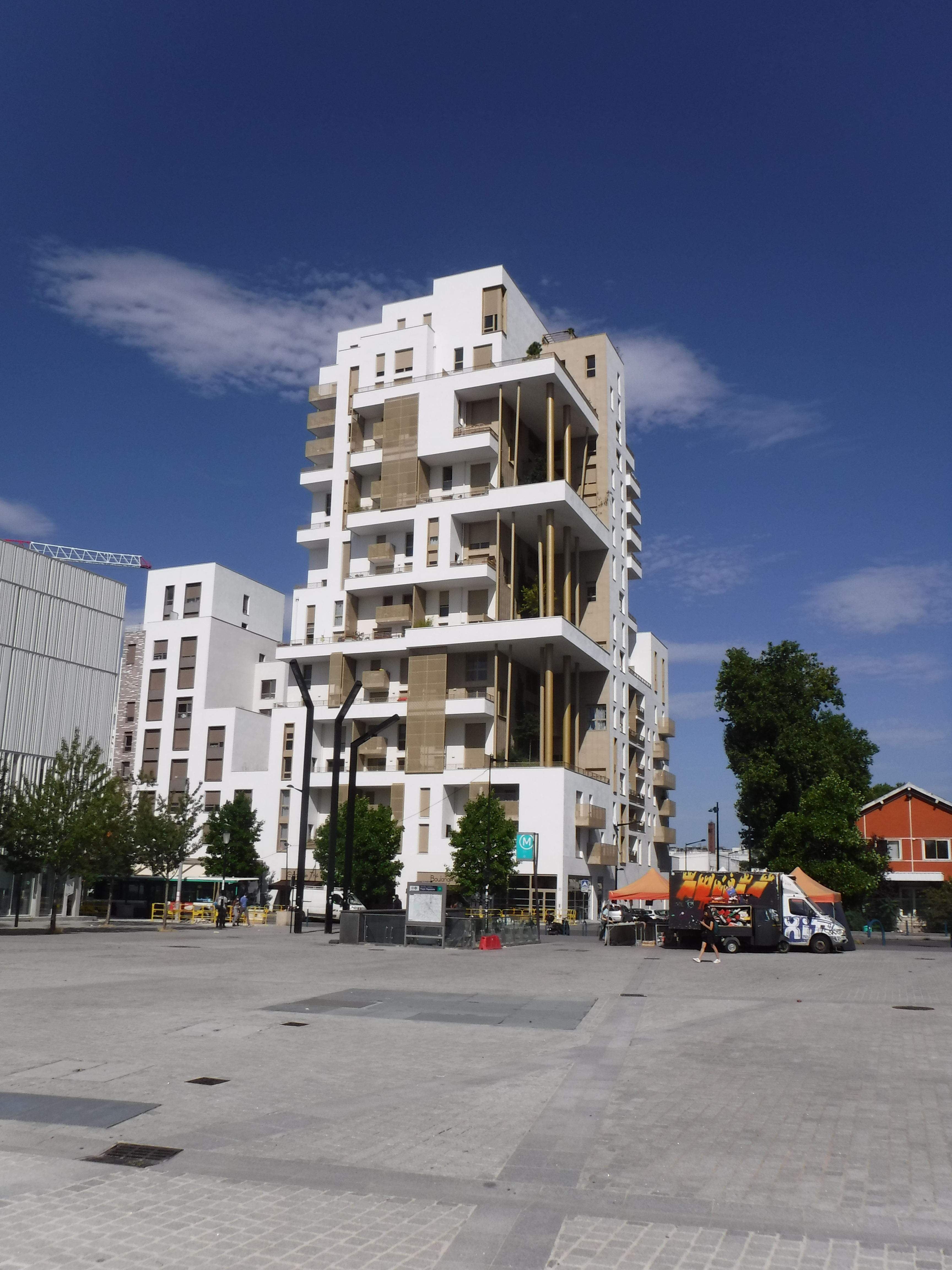
Place du Front-Populaire
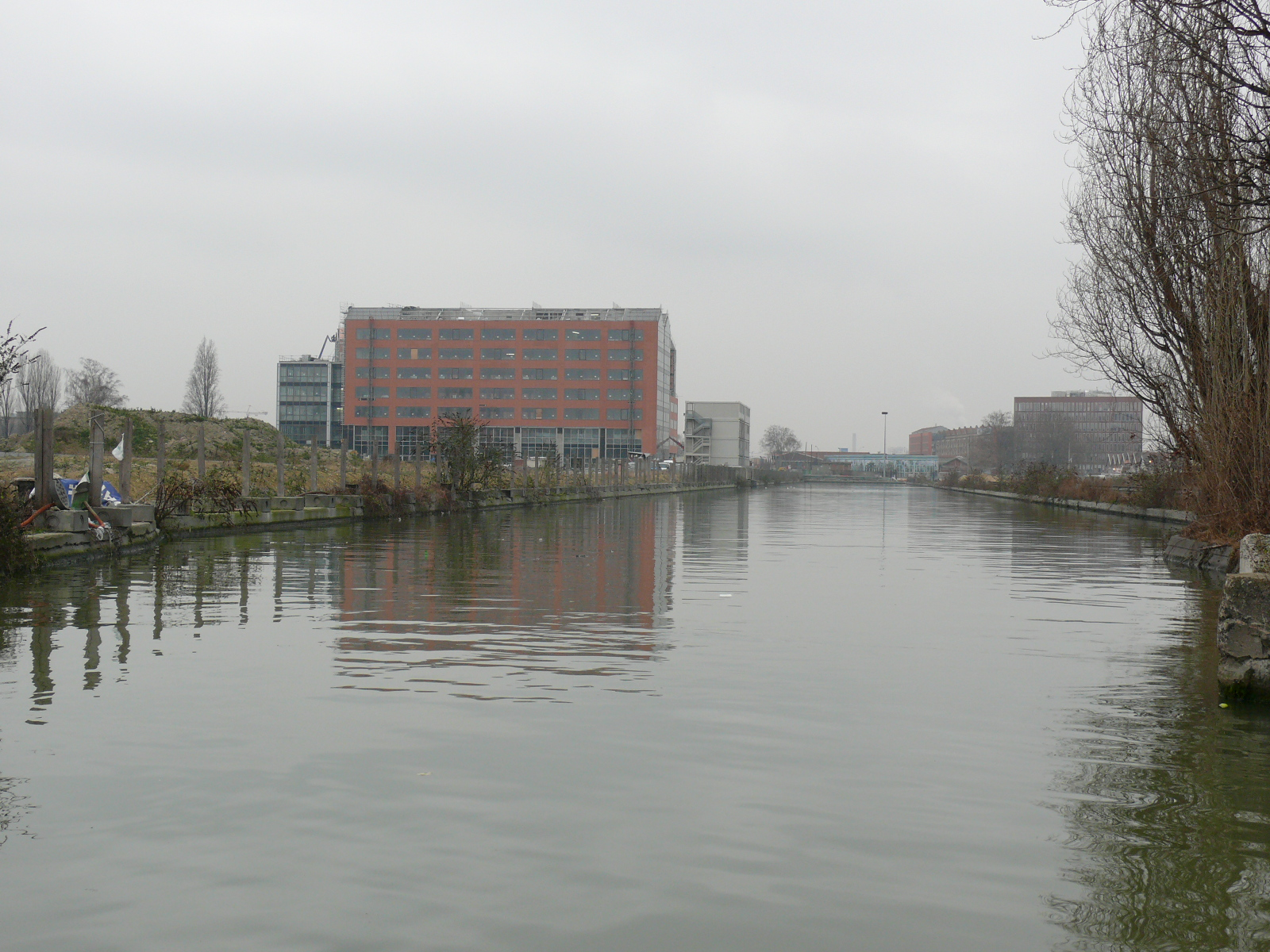
Canal Saint-Denis

## Geboren
- Firmin Gémier (1869-1933), acteur en theaterdirecteur
- Yasmine Belmadi (1976-2009), acteur
- Steeve Elana (1980), voetballer
- Brice Jovial (1984), voetballer
- Abou Diaby (1986), voetballer
- Loïck Landré (1992), voetballer
- Boef (Sofiane Boussaadia, 1993), Frans-Algerijns rapper
- Kalidiatou Niakaté (1995), handbalster
- Ange-Yoan Bonny (2003), voetballer
- Reda Belahyane (2004), Marokkaans-Frans voetballer
- Joane Gadou (2007), voetballer